# 노인호
노인호(한국 한자: 盧仁鎬, 1960년 9월 10일 ~ )는 대한민국의 전직 축구 선수이다. 현역 시절 포지션은 공격수였다.

## 클럽팀 경력
노인호는 1984년 현대 호랑이에 입단했다.
1986시즌을 앞두고 유공 코끼리로 이적했으며 시즌 도중 군 입대를 했다.

## 국가대표팀 경력
명지대학교에 재학 중이던 노인호는 1983년 대통령배 국제축구대회에 참여하는 대한민국 축구 국가대표팀에 선발되었다. 1983년 6월 6일 열린 태국 축구 국가대표팀과의 경기에서 2골을 기로했으며 6월 8일 열린 나이지리아 축구 국가대표팀과의 경기에서 결승골을 기록하며 팀의 1-0승리를 이끌었다.

## 스카우트 파동
노인호 선수가 현대에 입단하기 이전 대우 로얄즈와 현대 호랑이 사이의 이중등록 문제로 논란을 겪게 되었다. 1983년 7월 대우와 계약을 체결하였으나, 아마추어 팀이었던 대우는 정식 계약을 체결할 수 없었다. 프로 팀을 창단하려 했던 현대는 이 부분을 노렸고 노인호 선수와 정식 계약을 체결하게 되어 양 구단 사이에 노인호 선수 소유권을 두고 분쟁이 일었다. 이 분쟁은 이듬해인 1984년까지 이어졌으며 1984년 2월, 프로연맹측은 노인호를 현대의 선수로 인정한다는 내용을 발표했다. 대우는 이에 반발해 서울민사지방법원에 채권 가압류 신청을 했고 서울민사지법이 이를 받아들이면서 노인호 선수의 임금이 일정부분 가압류되는 결과로 이어졌다.